# City Malmö Lund
City Malmö Lund var en gratistidning som kom ut 2006-2011 i Malmö och Lund.
Tidningens fullständig titel  var 2006-2007 City Malmö Lund, men blev sedan 2007-2011 Malmö Lund City. Tidningen startades den 12 september 2006 när Bonniertidningen Stockholm City utvidgades till att omfatta Göteborg- och Malmöregionerna. Några veckor senare lanserades Aftonbladets Punkt SE i de tre storstäderna. Därefter konkurrerade både Punkt SE Öresund och City Malmö Lund med den befintliga gratistidningen Metro.
Mot slutet av 2007 började Stockholm City montera ned sina satsningar i Malmö och Göteborg. City Malmö Lund såldes till Sydsvenskan, medan City Göteborg lades ned. I maj 2008 lades även Punkt SE ner.
I maj 2008 meddelades det att City Malmö Lund skulle slås ihop med Xtra Helsingborg, som ägdes av Helsingborgs Dagblad. Det nya bolaget hette City Skåne AB och gav ut både City Malmö, City Lund, City Helsingborg, City Landskrona och City Kristianstad. Den 17 januari 2011 gjordes City Malmö Lund om till två separata editioner. Därmed upphörde editionen City Malmö-Lund. Efterföljarna City Malmö och City Lund existerade åren 2011till 2015 då de lades ner av bristande annonsintäkter.
Tidningen var femdagarstidning som kom ut måndag till fredag. Periodisk bilaga till Citytidningen var Bo , en bostadstidning innehåll av inredningsartiklar, bostadsannonser som komen gång i veckan på torsdagar.

## Redaktion
Redaktionen för tidningen satt i Malmö. Politiskt försökte tidningen vara oberoende.
| Period                 | Ansvarig utgivare | Period                 | Redaktör         |
| 2006-09-12--2009-06-30 | Nestius, Mikael   | 2006-09-12--2006-10-13 | Nestius, Mikael  |
| 2009-07-01--2011-01-14 | Forsberg, Kersti  | 2006-10-16--2008-05-31 | Nirfalk, Jenny   |
|                        |                   | 2008-12-10--2009-06-30 | Kanje, Jonas     |
|                        |                   | 2009-07-01--2011-01-14 | Forsberg, Kersti |

## Tryckning
Tidningen trycktes i fyrfärg, i början med förlaget  Stockholm City i Sverige aktiebolag i Stockholm som utgivare. 2 juni 2008 tog City Skåne aktiebolag i Malmö över när Sydsvenskan och Helsingborgs Dagblad tog över Citytitlarna i Skåne. Löpsedlar trycktes en per utgivningsdag. Tidningsformatet var tabloid. 2007 hade tidningen 20-28 sidor, som mest 48 sidor 2009.
Tryckeri var 2006 JMS Rulloffset i Vellinge för tidningen, medan löpsedlarna trycktes på Bold/Sydsvenskan tryck aktiebolag. 2009-2011 trycks tidningen på Malmö Tidningstryck aktiebolag i Malmö. Upplaga var stor. 2006 cirka 41000 och den ökade till 47000 under 2008 och var hela 52 800 under 2009.